# Verdad consecuencia
Verdad consecuencia (estilizada como Verdad/Consecuencia) es una serie de televisión emitida a través de la pantalla de Canal 13. Producida por la productora Pol-Ka, la serie constó de tres temporadas desde 1996 hasta 1998 emitidas en el horario de los martes a las 23:00. Fue protagonizada por Fabián Vena, Emilia Mazer, Andrea Pietra, Antonio Birabent, Valentina Bassi, Damián De Santo y Carlos Santamaría. También, contó con las actuaciones especiales de Agustín López, Luciana Ramos, Pablo Shilton, Alejandro Awada y Juan Cruz Bordeu. Y las participaciones de Inés Estévez y Boy Olmi como actores invitados.
La serie no tardó en convertirse en un éxito, más aún teniendo en cuenta el atípico horario para la televisión argentina de ese momento, que ubicaba a este unitario en la difícil franja de las 23:00. Esta serie fue la segunda producción realizada por Pol-Ka (de Adrián Suar) en convertirse en un boom (la primera había sido la exitosa Poliladron). En cuanto a formato y temáticas tocadas, Verdad consecuencia dio el puntapié inicial para la llegada de series como Vulnerables, Culpables o Locas de amor (todas producciones de Pol-Ka). La serie, además, inauguraba un nuevo concepto estético, que la acercaba más al clima del fílmico que del video.

## Trama
La historia abarcaba los encuentros y desencuentros de siete amigos que se conocían desde la niñez, ya llegando a los 30 años. Leo (Fabián Vena) es un político corrupto tratando de llegar a la cima cueste lo que cueste. Sabrina (Andrea Pietra) casada con Leo y criada en una familia tradicional, es ingenua y no puede ver las maniobras que hace su marido. Vivi (Emilia Mazer) pasará un tiempo en una clínica psiquiátrica porque no puede tomar las riendas de su vida. Martín (Antonio Birabent) un cineasta solitario al que la vida lo hará torcer su rumbo. Carolina (Valentina Bassi), una madre soltera, oculta un secreto que conmocionará a todos los amigos. Ariel (Damián De Santo), un abogado gay, espera su primer hijo y no se entiende con su familia. Juan (Carlos Santamaría) es un psiquiatra que se pierde en su trabajo para así no ver que su propia vida no tiene un balance.

## Elenco

### Protagonistas
| Fabián Vena       | Leonardo Predás    | 1 - 132    |
| Emilia Mazer      | Viviana            | 1 - 132    |
| Antonio Birabent  | Martín Pastor      | Temp 1 y 2 |
| Andrea Pietra     | Sabrina            | 1 - 132    |
| Valentina Bassi   | Carolina Gutiérrez | 1 - 132    |
| Damián De Santo   | Ariel Quintana     | 1 - 132    |
| Carlos Santamaría | Juan Maiuchi       | 1 - 132    |

### Elenco secundario
- Roxana Randón.
- Roberto Fiore.
- Pablo Shilton como Patricio.
- Andrea Ríos.
- Luciana Ramos como Eugenia.
- Agustín López como Agustín Pastor.
- Víctor Bruno como Quintana.
- Norma Ibarra como Tita Quintana.
- Alejandro Awada como Felipe.
- Jorge Dupláa.
- Edgardo Moreira.
- Mariela Quirini.
- Manuel Vicente como Francisco Cárdenas.
- Alejandra Aristegui.
- Fabián Stratas.
- Pablo Iemma.
- Luis Solanas.
- César Vianco.
- Pepe Monje como Pablo Quintana.
- Claudia Gallegos.
- Fausto Collado.
- Mercedes Fraile.
- Diana Lamas.
- Enrique Barris.
- Luciano Cazaux.
- Luis Sabatini.
- Albertina Luppi.
- Estela Kiesling.
- Norberto Sánchez Calleja.
- Chunchuna Villafañe.
- Carlos Weber.
- Graciela Gómez.
- Gastón Pauls como Daniel.
- Alfredo Allende.
- Beatriz Dellacasa.
- Luis Aranda.
- Luis Ziembrowski.
- Gabo Correa.
- Alberto Ferro.
- Noemí Frenkel.
- Roxana Darín.
- Alejandra Darín.
- Claudia Flores.
- Jorge García Marino.
- Andrea Moreira.
- Claudio Rodríguez.
- Ana Celentano.
- Alberto Percia.
- Fabio Aste.
- Daniel Pagliaro.
- Enrique Otranto.
- Gastón Carballo.
- la voz de Elizabeth Vernaci.
- Julián Weich como Giménez.
- Luis Romero.
- Ana Padilla.
- Solange Mathou.
- Mara Bestelli.
- Daniel Aráoz.
- Laura Miller.
- Julieta Ortega como Nora.
- Malena Solda como Olivia.
- Carlos Bermejo.
- María Noel.
- Marcelo Bucossi.
- Inés Estévez como Andrea.
- Valeria Bertuccelli como Renata.
- Juan Cruz Bordeu como Federico.
- Nancy Dupláa como Fernanda.
- Boy Olmi como Nicolás.
- Daniel Kuzniecka como Diego.
- Pablo Cedrón como Moza.
- Arnaldo André como Rafael Guerrero
- Laura Azcurra
- Arturo Bonín
- Antonio Grimau como Claudio Ferrarese
- Julieta Díaz
- Alejo Ortiz
- Roberto Antier como Ernesto Polo.
- María Fernanda Callejón
- Lidia Catalano
- Virginia Innocenti
- Federico D'Elía
- Florencia de la V
- Adrián Galatti como Tomás Maiuchi.
- Juan Palomino como Aldo Sánchez.
- Tino Pascali como Salvatore Maiuchi.

## Premios
- Premio Ondas 1996
- Premio del Festival de Biarritz

1996
- Nominado al Premio Martín Fierro al mejor Unitario y/o Serie
- Nominado al Premio Martín Fierro al mejor Autor y/o Libretista (Gustavo Belatti / Mario Segade)
- Nominado al Premio Martín Fierro al Actor Revelación (Antonio Birabent)
- Nominado al Premio Martín Fierro al Actor Revelación (Carlos Santamaría)

1997
- Nominado al Premio Martín Fierro a la mejor Actriz Dramática (Emilia Mazer)

1998
- Nominado al Premio Martín Fierro al mejor Unitario y/o Serie
- Nominado al Premio Martín Fierro al mejor Actor Dramático (Fabián Vena)
- Nominado al Premio Martín Fierro a la Actriz Revelación (Laura Azcurra)

## Repetición
En el año 2005 se pudo ver la repetición de la serie a través del canal de cable Volver.